# Campionati del mondo di ciclismo su pista - Inseguimento a squadre femminile
L'inseguimento a squadre femminile è una delle prove inserite nel programma dei campionati del mondo di ciclismo su pista. Si tiene dall'edizione 2008.
Fino all'edizione 2013 vi partecipavano squadre di tre atlete sulla distanza dei 3000 metri, dall'edizione 2014 vi partecipano invece squadre di quattro atlete su un percorso di 4000 metri, come avviene per la gara maschile.

## Albo d'oro
Aggiornato all'edizione 2024.
| Anno | Vincitrici                                                                            | Seconde                                                                                 | Terze                                                                                        |
| ---- | ------------------------------------------------------------------------------------- | --------------------------------------------------------------------------------------- | -------------------------------------------------------------------------------------------- |
| 2008 | Gran Bretagna Wendy Houvenaghel Rebecca Romero Joanna Rowsell                         | Ucraina Svitlana Haljuk Lesja Kalytovs'ka Ljubov Šulika                                 | Germania Charlotte Becker Verena Joos Alexandra Sontheimer                                   |
| 2009 | Gran Bretagna Elizabeth Armitstead Wendy Houvenaghel Joanna Rowsell                   | Nuova Zelanda Lauren Ellis Jaime Nielsen Alison Shanks                                  | Australia Ashlee Ankudinoff Sarah Kent Josephine Tomic                                       |
| 2010 | Australia Ashlee Ankudinoff Sarah Kent Josephine Tomic                                | Gran Bretagna Elizabeth Armitstead Wendy Houvenaghel Joanna Rowsell                     | Nuova Zelanda Rushlee Buchanan Lauren Ellis Alison Shanks                                    |
| 2011 | Gran Bretagna Wendy Houvenaghel Danielle King Laura Trott                             | Stati Uniti Dotsie Bausch Sarah Hammer Jennie Reed                                      | Nuova Zelanda Kaytee Boyd Jaime Nielsen Alison Shanks                                        |
| 2012 | Gran Bretagna Danielle King Joanna Rowsell Laura Trott                                | Australia Annette Edmondson Melissa Hoskins Josephine Tomic                             | Canada Gillian Carleton Jasmin Glaesser Tara Whitten                                         |
| 2013 | Gran Bretagna Elinor Barker Danielle King Laura Trott                                 | Australia Ashlee Ankudinoff Amy Cure Annette Edmondson Melissa Hoskins                  | Canada Laura Brown Gillian Carleton Jasmin Glaesser                                          |
| 2014 | Gran Bretagna Katie Archibald Elinor Barker Joanna Rowsell Laura Trott                | Canada Allison Beveridge Laura Brown Jasmin Glaesser Stephanie Roorda                   | Australia Amy Cure Annette Edmondson Melissa Hoskins Isabella King                           |
| 2015 | Australia Ashlee Ankudinoff Amy Cure Annette Edmondson Melissa Hoskins                | Gran Bretagna Katie Archibald Elinor Barker Joanna Rowsell Laura Trott                  | Canada Allison Beveridge Jasmin Glaesser Kirsti Lay Stephanie Roorda                         |
| 2016 | Stati Uniti Kelly Catlin Chloe Dygert Sarah Hammer Jennifer Valente                   | Canada Allison Beveridge Jasmin Glaesser Kirsti Lay Georgia Simmerling                  | Gran Bretagna Elinor Barker Ciara Horne Joanna Rowsell Laura Trott                           |
| 2017 | Stati Uniti Kelly Catlin Chloe Dygert Kimberly Geist Jennifer Valente                 | Australia Amy Cure Ashlee Ankudinoff Alexandra Manly Rebecca Wiasak                     | Nuova Zelanda Racquel Sheath Rushlee Buchanan Kirstie James Jaime Nielsen Michaela Drummond  |
| 2018 | Stati Uniti Kelly Catlin Chloe Dygert Kimberly Geist Jennifer Valente                 | Gran Bretagna Katie Archibald Elinor Barker Laura Kenny Emily Nelson Eleanor Dickinson  | Italia Elisa Balsamo Letizia Paternoster Silvia Valsecchi Tatiana Guderzo Simona Frapporti   |
| 2019 | Australia Annette Edmondson Ashlee Ankudinoff Georgia Baker Amy Cure Alexandra Manly  | Gran Bretagna Laura Kenny Katie Archibald Elinor Barker Eleanor Dickinson               | Nuova Zelanda Michaela Drummond Bryony Botha Holly Edmondston Kirstie James Rushlee Buchanan |
| 2020 | Stati Uniti Jennifer Valente Chloé Dygert Emma White Lily Williams                    | Gran Bretagna Laura Kenny Katie Archibald Elinor Barker Eleanor Dickinson Neah Evans    | Germania Franziska Brauße Lisa Brennauer Lisa Klein Gudrun Stock                             |
| 2021 | Germania Franziska Brauße Lisa Brennauer Mieke Kröger Laura Süßemilch                 | Italia Elisa Balsamo Martina Alzini Chiara Consonni Martina Fidanza Letizia Paternoster | Gran Bretagna Katie Archibald Megan Barker Neah Evans Josie Knight                           |
| 2022 | Italia Martina Alzini Elisa Balsamo Chiara Consonni Martina Fidanza Vittoria Guazzini | Gran Bretagna Katie Archibald Megan Barker Neah Evans Josie Knight Anna Morris          | Francia Victoire Berteau Marion Borras Clara Copponi Valentine Fortin                        |
| 2023 | Gran Bretagna Katie Archibald Elinor Barker Josie Knight Anna Morris Megan Barker     | Nuova Zelanda Michaela Drummond Ally Wollaston Emily Shearman Bryony Botha              | Francia Marion Borras Valentine Fortin Clara Copponi Marie Le Net Victoire Berteau           |
| 2024 | Gran Bretagna Jessica Roberts Katie Archibald Josie Knight Anna Morris Megan Barker   | Germania Franziska Brauße Lisa Klein Mieke Kröger Laura Süßemilch                       | Italia Letizia Paternoster Chiara Consonni Martina Alzini Vittoria Guazzini Martina Fidanza  |

## Medagliere
| Pos.   | Nazione       | Oro | Argento | Bronzo | Totale |
| ------ | ------------- | --- | ------- | ------ | ------ |
| 1      | Gran Bretagna | 8   | 6       | 2      | 16     |
| 2      | Stati Uniti   | 4   | 1       | 0      | 5      |
| 3      | Australia     | 3   | 3       | 2      | 8      |
| 4      | Italia        | 1   | 1       | 2      | 4      |
| 4      | Germania      | 1   | 1       | 2      | 4      |
| 6      | Canada        | 0   | 2       | 3      | 5      |
| 7      | Nuova Zelanda | 0   | 2       | 4      | 5      |
| 8      | Ucraina       | 0   | 1       | 0      | 1      |
| 9      | Francia       | 0   | 0       | 2      | 2      |
| Totale | Totale        | 17  | 17      | 17     | 51     |

| Pos. | Atleta            | Oro | Argento | Bronzo | Totale |
| ---- | ----------------- | --- | ------- | ------ | ------ |
| 1    | Laura Kenny       | 4   | 4       | 1      | 9      |
| 2    | Joanna Rowsell    | 4   | 2       | 1      | 7      |
| 3    | Chloé Dygert      | 4   | 0       | 0      | 4      |
| 3    | Jennifer Valente  | 4   | 0       | 0      | 4      |
| 5    | Katie Archibald   | 3   | 5       | 1      | 9      |
| 6    | Elinor Barker     | 3   | 3       | 2      | 8      |
| 7    | Ashlee Ankudinoff | 3   | 1       | 1      | 5      |
| 8    | Wendy Houvenaghel | 3   | 1       | 0      | 4      |
| 9    | Kelly Catlin      | 3   | 0       | 0      | 3      |
| 9    | Danielle King     | 3   | 0       | 0      | 3      |